# Idomeneus (syn Deukaliona)
Idomeneus – w mitologii greckiej król Krety.
Uchodził za syna Deukaliona i wnuka Minosa. Jego synem był Orsylochos. Boginie Medea i Tetyda poprosiły go o określenie, która z nich jest piękniejsza. Wybrał Tetydę, wskutek czego Medea sprawiła, że Kreteńczycy zaczęli być uważani za kłamców. Idomeneus był jednym z zalotników pięknej Heleny Trojańskiej i związany obietnicą jak pozostali zalotnicy, uczestniczył w wojnie trojańskiej. Był znakomitym wojownikiem i jednym z zaufanych doradców Agamemnona. Jego towarzyszem i woźnicą rydwanu był Meriones. Raz walczył z Hektorem i nie odniósł rany. Był jednym z wojowników, którzy ukryli się w koniu trojańskim.
Po zakończeniu wojny, kiedy wracał do domu, jego statki napotkały sztorm. Idomeneus przyrzekł Posejdonowi, że jeśli uda mu się dopłynąć do domu, złoży mu w ofierze pierwszą rzecz, jaką zobaczy. Kiedy wylądował na Krecie, jako pierwszego spotkał swojego syna i złożył go w ofierze bogu. Bogowie byli źli, że Idomeneus zabił własnego syna i zesłali na Kretę zarazę. Idomeneus został wygnany z Krety do Kalabrii w Italii.